# Fritz Bayerlein (Generalleutnant)

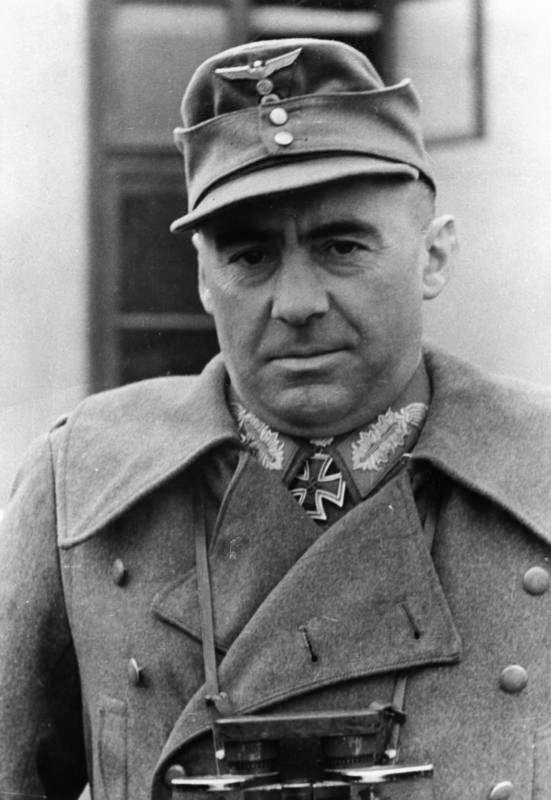
Fritz Bayerlein, 1944

Fritz Hermann Michael Bayerlein (* 14. Januar 1899 in Würzburg; † 31. Januar 1970 ebenda) war ein deutscher Heeresoffizier, zuletzt Generalleutnant. Im Zweiten Weltkrieg war er u. a. Chef des Stabes des Deutschen Afrikakorps, Kommandeur der 3. Panzer-Division sowie der Panzer-Lehr-Division und schließlich in der Endphase des Krieges Kommandeur des LIII. Armeekorps.

## Leben
Bayerlein war der Sohn des Oberinspektors Donat Bayerlein, trat während des Ersten Weltkriegs am 5. Juni 1917 als Fahnenjunker in das 9. Infanterie-Regiment „Wrede“ der Bayerischen Armee ein und kam am 28. Mai 1918 an die Westfront. Nach Kriegsende diente er kurzzeitig im Freiwilligenbataillon „Dittmar“ und wurde dann in das 100.000-Mann-Heer der Reichswehr übernommen. Dort folgte am 21. Januar 1922 im 21. (Bayerisches) Infanterie-Regiment die Beförderung zum Leutnant. Er bewährte sich als Truppenoffizier und wurde an die Kriegsakademie kommandiert, um eine Generalstabsausbildung zu erhalten. 
Nach der Machtergreifung der Nationalsozialisten und Einführung des Arierparagraphen wäre Bayerlein, der als „Vierteljude“ galt, beinahe aus der Reichswehr entlassen worden. Bryan Mark Rigg vermutet, dass Hitler persönlich ihm aufgrund seiner besonderen Fähigkeiten eine Sondergenehmigung zum Verbleib erteilte. Auch Bayerleins sexuelle Kontakte mit Männern, die vor 1933 bei der Polizei aktenkundig wurden, behinderten seine Karriere nicht. Ab 1935 tat er als Hauptmann i.G im Stab des XV. Armeekorps Dienst, wurde in dieser Stellung am 1. Juni 1938 zum Major i. G. befördert und kurze Zeit später als Zweiter Generalstabsoffizier (Ib) zur 3. Panzer-Division versetzt.
Am 1. April 1939 wurde Bayerlein zum Ersten Generalstabsoffizier (Ia) der 10. Panzer-Division ernannt und nahm mit dieser Einheit am Überfall auf Polen teil.
Ab dem 25. Februar 1940 war er in gleicher Funktion beim XIX. Armeekorps eingesetzt und nahm am Frankreichfeldzug teil. Er blieb auf dieser Position als das Korps zur Panzergruppe 2 umgebildet wurde. Mit ihr nahm er 1941 am Überfall auf die Sowjetunion teil.
Bereits seit dem 1. September 1940 Oberstleutnant i. G., wurde er am 5. Oktober 1941 zum Chef des Stabes des Deutschen Afrikakorps unter Erwin Rommel ernannt.

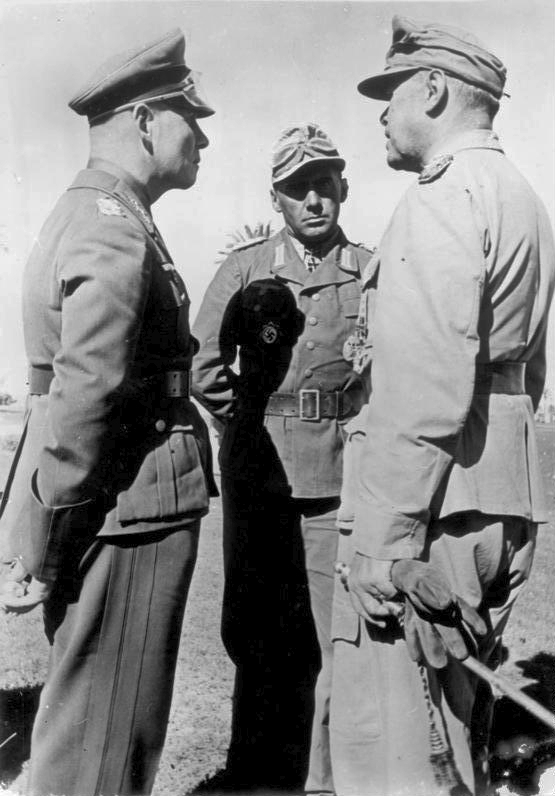
Bayerlein (Mitte) mit Erwin Rommel (links) und Albert Kesselring (rechts), 1943

Für seine Führungsleistung bei den Kämpfen im Raum Sidi Rezegh und dem Rückzug nach El Agheila im November 1941 erhielt er am 26. Dezember 1941 das Ritterkreuz des Eisernen Kreuzes. Am 1. April 1942 erfolgte seine Beförderung zum Oberst i. G. und am 23. Oktober 1942 die Verleihung des Deutschen Kreuzes in Gold. Ab dem 7. Dezember 1942 fungierte er als Chef des Stabes der Panzerarmee Afrika und behielt diese Stellung auch bei, als die Armee im Februar 1943 in „italienische 1. Armee“ (1a Armata Italiana) umbenannt wurde und der italienische General Giovanni Messe das Kommando übernahm. Zum 1. März 1943 wurde er zum Generalmajor befördert. Bayerlein wurde am 6. Mai 1943, wenige Tage vor der Kapitulation der deutschen Truppen am Ende des Tunesienfeldzuges mit einem der letzten Flugzeuge nach Italien ausgeflogen und in die Führerreserve versetzt.
Am 6. Juli 1943 wurde er für seine Verdienste bei der Führung der italienischen 1. Armee mit dem Eichenlaub zum Ritterkreuz des Eisernen Kreuzes ausgezeichnet.
Bayerlein übernahm am 25. Oktober 1943 das Kommando über die 3. Panzer-Division, mit der er zunächst am mittleren Dnepr und anschließend im Raum Kirowograd kämpfte. Seine Erfahrungen aus dem Afrikafeldzug versuchte er, in eine möglichst bewegliche Kampfführung auch im Osten einzubringen. Er konnte so mit seiner Division entgegen einem „Führerbefehl“ im Januar 1944 die vorübergehende Einschließung in der Stadt Kirowograd mit einem erfolgreichen Ausbruch beenden und wieder eine feste Front aufbauen (Kirowograder Operation).
Kurz danach auf Wunsch seines Mentors, Generaloberst Heinz Guderian, mit der Neuaufstellung der einzigen voll gepanzerten Division des Heeres, der sog. „Panzer-Lehrdivision“ beauftragt, wurde er am 4. Februar 1944 zu deren Kommandeur ernannt und am 1. Mai 1944 zum Generalleutnant befördert. Nach einem ersten Einsatz während der Besetzung Ungarns im März 1944 wurde die Panzer-Lehrdivision nach Frankreich verlegt und weiter ausgebildet. Nachdem am 6. Juni 1944 die Invasion der Alliierten in der Normandie begonnen hatte, führte Bayerlein seine Division in den Kämpfen um Tilly, St. Ló und Avranches, wofür er am 20. Juli 1944 das Eichenlaub mit Schwertern zum Ritterkreuz erhielt.
Beim Ausbruch der Amerikaner aus dem Brückenkopf Ende Juli 1944 erlitt die Division sehr schwere Verluste. Sie wurde nun „Kampfgruppe“ genannt und zog sich dann (wie die übrigen Wehrmachttruppen in Frankreich auch) auf die Westgrenze des Reiches zurück. Dort wurde sie teilweise aufgefrischt, jedoch überwiegend mit kaum ausgebildeten Soldaten und mit einer deutlich geringeren materiellen Ausstattung.
Dennoch nahm die Division unter Fritz Bayerlein im Dezember 1944 und Januar 1945 als Teil der 5. Panzerarmee an der Ardennenoffensive teil.
Bayerlein gab die Division ab und übernahm am 7. Februar 1945 die Führung des LIII. Armeekorps bis zu dessen Vernichtung im Ruhrkessel am 15. April 1945.
Bayerlein war der erste Kommandierende General der Wehrmacht, der in aussichtsloser Lage für sein gesamtes Korps eine formelle Kapitulation einging. Bis zu diesem Zeitpunkt hatten Generale nur für sich persönlich und ihren unmittelbaren Stab kapituliert.
Ende 1947 wurde der damals 48-jährige Bayerlein aus der US-amerikanischen Kriegsgefangenschaft entlassen.
Danach arbeitete Bayerlein unter anderem an Studien über den Zweiten Weltkrieg. Der amerikanische Drehbuchautor Carl Foreman ließ sich für den 1960 gedrehten Film Die Kanonen von Navarone von Bayerlein beraten.

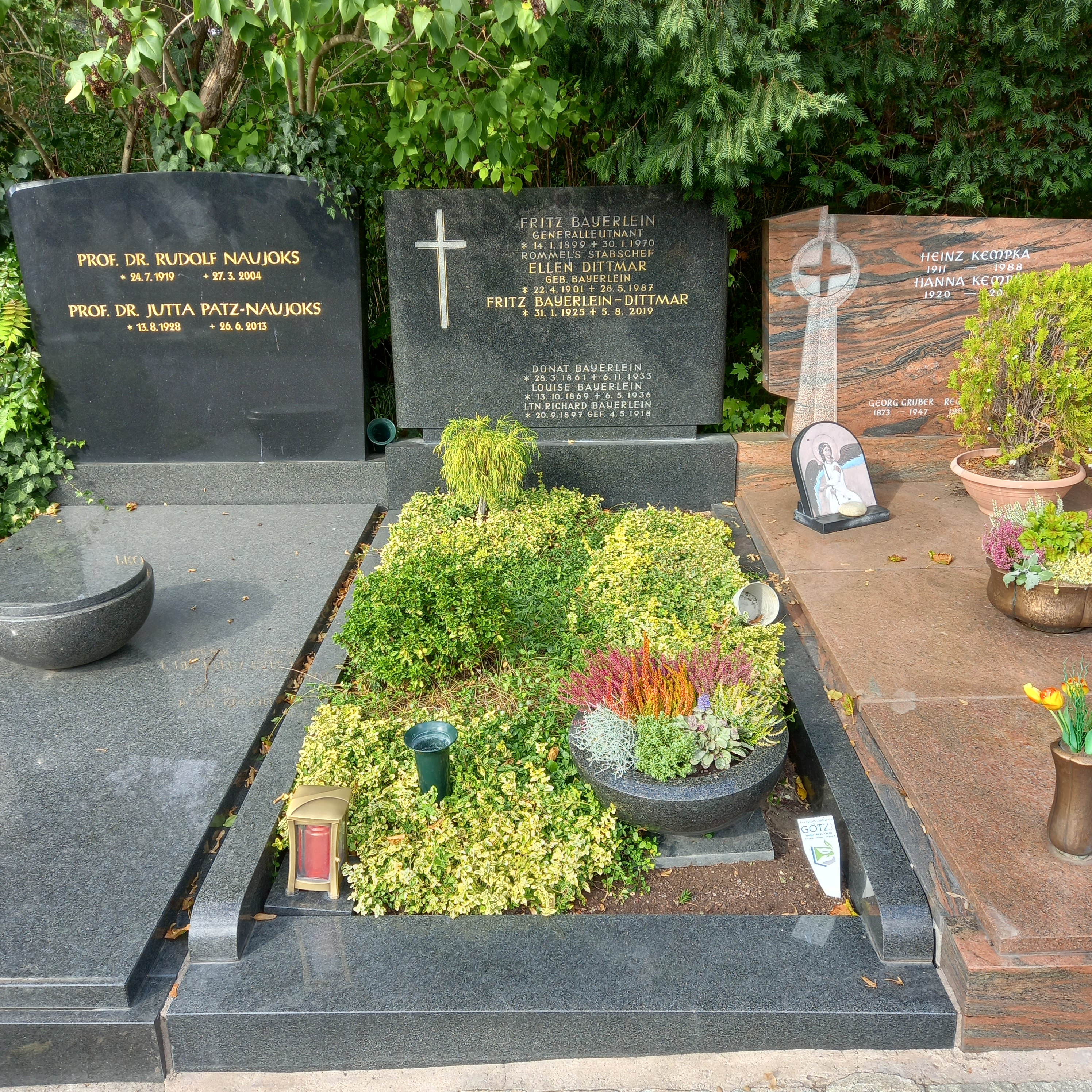
Das Grab von Fritz Bayerlein im Familiengrab auf dem Hauptfriedhof Würzburg

Fritz Bayerlein starb am 30. Januar 1970 in Würzburg. Er wurde auf dem Hauptfriedhof Würzburg bestattet.

## Auszeichnungen
- Eisernes Kreuz (1914) II. Klasse am 30. August 1918
- Verwundetenabzeichen (1918) in Schwarz
- Wehrmacht-Dienstauszeichnung IV. bis II. Klasse
- Spange zum Eisernen Kreuz II. Klasse
- Eisernes Kreuz (1939) I. Klasse
- Ritterkreuz des Eisernen Kreuzes mit Eichenlaub und Schwertern[2]
  - Ritterkreuz am 26. Dezember 1941
  - Eichenlaub am 6. Juli 1943 (258. Verleihung)
  - Schwerter am 20. Juli 1944 (81. Verleihung)
- Panzerkampfabzeichen in Silber
- Deutsches Kreuz in Gold am 23. Oktober 1943[2]
- Italienische Tapferkeitsmedaille in Silber
- Ritterkreuz des Militärordens von Savoyen
- Verwundetenabzeichen (1939) in Silber
- Ärmelband Afrika
- Ehrenblattspange des Heeres am 5. März 1945[2]
- Nennung im Wehrmachtbericht am 11. Januar 1944 und 26. Juni 1944